# Oliver Práznovský
Oliver Práznovský (sinh 15 tháng 2 năm 1991) là một hậu vệ bóng đá Slovakia hiện tại thi đấu cho FK Senica.

## Sự nghiệp câu lạc bộ
Anh trước đây từng thi đấu cho MFK Ružomberok và MŠK Rimavská Sobota và MŠK Žilina.